# Andrei Dschamgarow
Andrei Dschamgarow (russisch Андрей Джамгаров; * 15. März 1967 in Baku, Aserbaidschan; † 9. Februar 2023 in Saratow) war ein sowjetisch-aserbaidschanischer evangelisch-lutherischer Theologe und Bischof der Evangelisch-Lutherischen Kirche Europäisches Russland (ELKER).
Dschamgarow studierte in Armenien Elektrotechnik, bevor er sich für die Theologie interessierte. Er nahm an verschiedenen theologischen Seminaren teil und studierte im Fernstudium am Theologischen Seminar in Nowosaratowka bei Sankt Petersburg.
Ab 2004 war Dschamgarow als Prediger in der Gemeinde Saratow tätig und von 2010 bis 2018 Vorsitzender des dortigen Gemeinderates. 2014 erfolgte seine Ordination zum Pastor in Saratow. 2017 wurde er zum Propst der Propstei Saratow ernannt und außerdem zum Präsidenten der Generalsynode der ELKER gewählt. Ab September 2021 war er zusätzlich auch Propst der Propstei Nordkaukasus.
Dschamgarow wurde im Oktober 2022 zum Bischof der ELKER gewählt und am 6. November
2022 in der Peter-und-Paul-Kathedrale Sankt Petersburg zusammen mit Erzbischof Wladimir Proworow in den Dienst eingeführt worden. Nach nur kurzer Amtszeit starb er am 9. Februar 2023 in Saratow.
Sein Nachfolger im Bischofsamt wurde Sergei Golzwert.